# Lisandra Cortez
Lisandra Cristina Ribeira Parede (São Paulo, 16 de fevereiro de 1984), mais conhecida como Lisandra Cortez  é uma atriz brasileira, com carreira na televisão e teatro, foi uma das protagonistas de Amigas e Rivais e interpretou a grande vilã de As Aventuras de Poliana. 

## Carreira
Em 2006, estreou na televisão com uma participação especial na 13.ª temporada de Malhação. No ano seguinte, interpretou Laura, uma das protagonistas no remake feito pelo SBT da novela Amigas & Rivais. Em 2008, interpretou a personagem Telma, uma garota rebelde que era integrante de uma gangue barra pesada em Chamas da Vida, iniciando seu trabalho na RecordTV. Sua personagem foi um dos grandes destaques trama. Em 2011, ainda na Record, integrou o elenco da telenovela Rebelde, sendo a falsa psicóloga Débora Torres. Em 2013, retornou ao SBT, no remake de Chiquititas, interpretando Maria Cecília. Em 2015, ainda no SBT, foi cotada para protagonizar o especial de fim de ano Mansão Bem Assombrada. Em 2018, entrou para o elenco de As Aventuras de Poliana, interpretando a dissimulada Débora Pavão.

## Filmografia

### Televisão
| Ano     | Título                        | Personagem                          | Notas                           | Ref.   |
| ------- | ----------------------------- | ----------------------------------- | ------------------------------- | ------ |
| 2006    | Malhação                      | Lavínia                             | Episódio: "19 de agosto"        | [ 11 ] |
| 2007–08 | Amigas & Rivais               | Laura Gonçalves                     | [ 12 ]                          |        |
| 2008–09 | Chamas da Vida                | Telma Dias                          | [ 13 ] [ 14 ]                   |        |
| 2011–12 | Rebelde                       | Débora Torres                       | [ 15 ]                          |        |
| 2013–15 | Chiquititas                   | Maria Cecília Bittencourt Schneider | [ 16 ] [ 17 ]                   |        |
| 2015    | Mansão Bem Assombrada         | Giovanna                            | Especial Fim de Ano             |        |
| 2016    | Lili, a Ex                    | Andressa                            | Episódio: "Terapia de Ex-Casal" | [ 20 ] |
| 2018–20 | As Aventuras de Poliana       | Débora Pavão                        | [ 21 ] [ 22 ]                   |        |
| 2021    | A História é Sua              | Fernanda Fatos                      |                                 |        |
| 2021    | Última coisa que diria a você | Milena Santana                      |                                 |        |
| 2024    | Mamonas Assassinas - A Série  |                                     |                                 |        |

### Cinema
| Ano  | Título           | Personagem             | Notas                |
| ---- | ---------------- | ---------------------- | -------------------- |
| 2013 | Aja por Instinto | Erica                  | Curta-metragem       |
| 2021 | Terapia do Medo  | mãe de Clara e Fernada | também dublê de Cleo |

## Teatro
| Ano  | Título               | Personagem         |
| ---- | -------------------- | ------------------ |
| 2004 | As Troianas          | Cassandra          |
| 2005 | A Inquisição da Alma | Anne               |
| 2007 | Tristão e Isolda     | Vários personagens |